# Marek Čech (1983)
Marek Čech (Trebišov, 26 gennaio 1983) è un ex calciatore slovacco, di ruolo difensore o centrocampista.
Ha giocato nella massima divisione di sei campionati diversi: in Slovacchia, Repubblica Ceca, Portogallo, Inghilterra, Turchia e Italia.
Con la Slovacchia ha preso parte al primo storico Mondiale della nazionale mitteleuropea, svoltosi nel 2010.

## Caratteristiche tecniche
È un terzino di piede sinistro molto attento in difesa, ma bravo anche in attacco e capace di testa.

## Carriera

### Club
Prima di approdare in Portogallo, ha militato nell'Inter Bratislava, squadra nella quale è cresciuto, e nello Sparta Praga.
Il 15 luglio 2008 si trasferisce a titolo definitivo al West Bromwich per circa 1,8 milioni di euro.
Dopo essersi svincolato dal Trabzonspor, il 19 agosto 2013 si trasferisce alla società italiana del Bologna, firmando un contratto annuale con opzione per il secondo anno. Esordisce in serie A e con la maglia rossoblu il 25 agosto 2013 nella partita Napoli-Bologna (3-0). A fine stagione (culminata con la retrocessione in B del club felsineo) non viene esercitato il riscatto e si svincola dal Bologna.
Nel mercato invernale del 2015 viene acquistato dal Boavista.
A inizio marzo del 2016 approda, in qualità di svincolato, al Como, in lotta per la salvezza nella Serie B italiana. Debutta il 19 marzo, nella vittoriosa trasferta di Modena.

### Nazionale
Ha fatto parte della spedizione slovacca al Mondiale 2010 in Sudafrica, il primo per la Nazionale mitteleuropea.
Non è però tra i convocati all'Europeo francese del 2016.

## Statistiche

### Presenze e reti nei club
Statistiche aggiornate al 3 marzo 2016
| Stagione                | Squadra                 | Campionato              | Campionato | Campionato | Coppa nazionali | Coppa nazionali | Coppa nazionali | Coppe continentali | Coppe continentali | Coppe continentali | Altre coppe | Altre coppe | Altre coppe | Totale | Totale |
| Stagione                | Squadra                 | Comp                    | Pres       | Reti       | Comp            | Pres            | Reti            | Comp               | Pres               | Reti               | Comp        | Pres        | Reti        | Pres   | Reti   |
| ----------------------- | ----------------------- | ----------------------- | ---------- | ---------- | --------------- | --------------- | --------------- | ------------------ | ------------------ | ------------------ | ----------- | ----------- | ----------- | ------ | ------ |
| 2000-2001               | Inter Bratislava        | SL                      | 2          | 0          | -               | -               | -               | -                  | -                  | -                  | -           | -           | -           | 2      | 0      |
| 2001-2002               | Inter Bratislava        | SL                      | 13         | 0          | -               | -               | -               | -                  | -                  | -                  | -           | -           | -           | 13     | 0      |
| 2002-2003               | Inter Bratislava        | SL                      | 30         | 0          | -               | -               | -               | -                  | -                  | -                  | -           | -           | -           | 30     | 0      |
| 2003-2004               | Inter Bratislava        | SL                      | 26         | 1          | -               | -               | -               | -                  | -                  | -                  | -           | -           | -           | 26     | 1      |
| Totale Inter Bratislava | Totale Inter Bratislava | Totale Inter Bratislava | 71         | 1          |                 | -               | -               |                    | -                  | -                  |             | -           | -           | 71     | 1      |
| 2004-2005               | Sparta Praga            | GL                      | 17         | 0          | -               | -               | -               | UCL                | 3                  | 0                  | -           | -           | -           | 20     | 0      |
| 2005-2006               | Porto                   | PL                      | 14         | 1          | -               | -               | -               | UCL                | 2                  | 0                  | -           | -           | -           | 16     | 1      |
| 2006-2007               | Porto                   | PL                      | 22         | 1          | -               | -               | -               | UCL+CU             | 5+2                | 0+0                | SP          | 1           | 0           | 30     | 1      |
| 2007-2008               | Porto                   | PL                      | 16         | 0          | CP              | 0               | 0               | UCL                | 5                  | 0                  | SP          | 1           | 0           | 22     | 0      |
| Totale Porto            | Totale Porto            | Totale Porto            | 52         | 2          |                 | 0               | 0               |                    | 14                 | 0                  |             | 2           | 0           | 68     | 2      |
| 2008-2009               | West Bromwich           | PL                      | 8          | 0          | FACup+CdL       | 2+1             | 0+0             | -                  | -                  | -                  | -           | -           | -           | 11     | 0      |
| 2009-2010               | West Bromwich           | FLC                     | 33         | 2          | FACup+CdL       | 3+1             | 0+0             | -                  | -                  | -                  | -           | -           | -           | 37     | 2      |
| 2010-2011               | West Bromwich           | PL                      | 15         | 0          | FACup+CdL       | 1+3             | 0+0             | -                  | -                  | -                  | -           | -           | -           | 19     | 0      |
| ago. 2011               | West Bromwich           | PL                      | -          | -          | CdL             | 1               | 0               | -                  | -                  | -                  | -           | -           | -           | 1      | 0      |
| Totale West Bromwich    | Totale West Bromwich    | Totale West Bromwich    | 56         | 2          |                 | 12              | 0               |                    | -                  | -                  |             | -           | -           | 68     | 2      |
| 2011-2012               | Trabzonspor             | SL                      | 30+6       | 1+0        | CT              | 2               | 0               | UCL+UEL            | 6+2                | 0+0                | -           | -           | -           | 46     | 1      |
| 2012-2013               | Trabzonspor             | SL                      | 14         | 0          | CT              | 7               | 0               | -                  | -                  | -                  | -           | -           | -           | 21     | 0      |
| Totale Trabzonspor      | Totale Trabzonspor      | Totale Trabzonspor      | 44+6       | 1+0        |                 | 9               | 0               |                    | 8                  | 0                  |             | -           | -           | 67     | 1      |
| 2013-2014               | Bologna                 | A                       | 11         | 0          | CI              | 1               | 0               | -                  | -                  | -                  | -           | -           | -           | 12     | 0      |
| 2014–2015               | Boavista                | PL                      | 15         | 1          | TP+TL           | 0+1             | 0+0             | -                  | -                  | -                  | -           | -           | -           | 16     | 1      |
| mar.-giu. 2016          | Como                    | B                       | 9          | 0          | CI              | 0               | 0               | -                  | -                  | -                  | -           | -           | -           | 9      | 0      |
| Totale carriera         | Totale carriera         | Totale carriera         | 180        | 7          |                 | 23              | 0               |                    | 25                 | 0                  |             | 2           | 0           | 230    | 7      |

### Cronologia presenze e reti in nazionale
| Cronologia completa delle presenze e delle reti in nazionale ― Slovacchia | Cronologia completa delle presenze e delle reti in nazionale ― Slovacchia | Cronologia completa delle presenze e delle reti in nazionale ― Slovacchia | Cronologia completa delle presenze e delle reti in nazionale ― Slovacchia | Cronologia completa delle presenze e delle reti in nazionale ― Slovacchia | Cronologia completa delle presenze e delle reti in nazionale ― Slovacchia | Cronologia completa delle presenze e delle reti in nazionale ― Slovacchia | Cronologia completa delle presenze e delle reti in nazionale ― Slovacchia |
| Data                                                                      | Città                                                                     | In casa                                                                   | Risultato                                                                 | Ospiti                                                                    | Competizione                                                              | Reti                                                                      | Note                                                                      |
| ------------------------------------------------------------------------- | ------------------------------------------------------------------------- | ------------------------------------------------------------------------- | ------------------------------------------------------------------------- | ------------------------------------------------------------------------- | ------------------------------------------------------------------------- | ------------------------------------------------------------------------- | ------------------------------------------------------------------------- |
| 9-7-2004                                                                  | Hiroshima                                                                 | Giappone                                                                  | 3 – 1                                                                     | Slovacchia                                                                | Kirin Cup 2004                                                            | -                                                                         |                                                                           |
| 11-7-2004                                                                 | Fukuoka                                                                   | Serbia e Montenegro                                                       | 2 – 0                                                                     | Slovacchia                                                                | Kirin Cup 2004                                                            | -                                                                         |                                                                           |
| 18-8-2004                                                                 | Bratislava                                                                | Slovacchia                                                                | 3 – 1                                                                     | Lussemburgo                                                               | Qual. Mondiali 2006                                                       | -                                                                         | 46’                                                                       |
| 4-9-2004                                                                  | Mosca                                                                     | Russia                                                                    | 1 – 1                                                                     | Slovacchia                                                                | Qual. Mondiali 2006                                                       | -                                                                         | 76’                                                                       |
| 8-9-2004                                                                  | Bratislava                                                                | Slovacchia                                                                | 7 – 0                                                                     | Liechtenstein                                                             | Qual. Mondiali 2006                                                       | -                                                                         |                                                                           |
| 9-10-2004                                                                 | Bratislava                                                                | Slovacchia                                                                | 4 – 1                                                                     | Lettonia                                                                  | Qual. Mondiali 2006                                                       | -                                                                         | 75’                                                                       |
| 17-11-2004                                                                | Trnava                                                                    | Slovacchia                                                                | 0 – 0                                                                     | Slovenia                                                                  | Amichevole                                                                | -                                                                         |                                                                           |
| 9-2-2005                                                                  | Larnaca                                                                   | Romania                                                                   | 2 – 2                                                                     | Slovacchia                                                                | Amichevole                                                                | -                                                                         | 46’                                                                       |
| 26-3-2005                                                                 | Tallinn                                                                   | Estonia                                                                   | 1 – 2                                                                     | Slovacchia                                                                | Qual. Mondiali 2006                                                       | -                                                                         | 89’                                                                       |
| 16-11-2005                                                                | Bratislava                                                                | Slovacchia                                                                | 1 – 1                                                                     | Spagna                                                                    | Qual. Mondiali 2006                                                       | -                                                                         | 78’                                                                       |
| 1-3-2006                                                                  | Saint-Denis                                                               | Francia                                                                   | 1 – 2                                                                     | Slovacchia                                                                | Amichevole                                                                | -                                                                         |                                                                           |
| 20-5-2006                                                                 | Trnava                                                                    | Slovacchia                                                                | 1 – 1                                                                     | Belgio                                                                    | Amichevole                                                                | -                                                                         |                                                                           |
| 15-8-2006                                                                 | Bratislava                                                                | Slovacchia                                                                | 3 – 0                                                                     | Malta                                                                     | Amichevole                                                                | -                                                                         | 62’                                                                       |
| 2-9-2006                                                                  | Bratislava                                                                | Slovacchia                                                                | 6 – 1                                                                     | Cipro                                                                     | Qual. Euro 2008                                                           | 1                                                                         |                                                                           |
| 6-9-2006                                                                  | Bratislava                                                                | Slovacchia                                                                | 0 – 3                                                                     | Rep. Ceca                                                                 | Qual. Euro 2008                                                           | -                                                                         | 24’                                                                       |
| 15-11-2006                                                                | Žilina                                                                    | Slovacchia                                                                | 3 – 1                                                                     | Bulgaria                                                                  | Amichevole                                                                | -                                                                         |                                                                           |
| 22-8-2007                                                                 | Trnava                                                                    | Slovacchia                                                                | 0 – 1                                                                     | Francia                                                                   | Amichevole                                                                | -                                                                         |                                                                           |
| 8-9-2007                                                                  | Bratislava                                                                | Slovacchia                                                                | 2 – 2                                                                     | Irlanda                                                                   | Qual. Euro 2008                                                           | 1                                                                         |                                                                           |
| 12-9-2007                                                                 | Trnava                                                                    | Slovacchia                                                                | 2 – 5                                                                     | Galles                                                                    | Qual. Euro 2008                                                           | -                                                                         |                                                                           |
| 13-10-2007                                                                | Dubnica nad Váhom                                                         | Slovacchia                                                                | 7 – 0                                                                     | San Marino                                                                | Qual. Euro 2008                                                           | -                                                                         |                                                                           |
| 16-10-2007                                                                | Fiume                                                                     | Croazia                                                                   | 3 – 0                                                                     | Slovacchia                                                                | Amichevole                                                                | -                                                                         | 46’                                                                       |
| 17-11-2007                                                                | Praga                                                                     | Rep. Ceca                                                                 | 3 – 1                                                                     | Slovacchia                                                                | Qual. Euro 2008                                                           | -                                                                         | 69’                                                                       |
| 21-11-2007                                                                | Serravalle                                                                | San Marino                                                                | 0 – 5                                                                     | Slovacchia                                                                | Qual. Euro 2008                                                           | 2                                                                         |                                                                           |
| 6-2-2008                                                                  | Limassol                                                                  | Ungheria                                                                  | 1 – 1                                                                     | Slovacchia                                                                | Amichevole                                                                | -                                                                         |                                                                           |
| 26-3-2008                                                                 | Zlaté Moravce                                                             | Slovacchia                                                                | 1 – 2                                                                     | Islanda                                                                   | Amichevole                                                                | -                                                                         |                                                                           |
| 20-5-2008                                                                 | Bielefeld                                                                 | Slovacchia                                                                | 0 – 1                                                                     | Turchia                                                                   | Amichevole                                                                | -                                                                         | 68’                                                                       |
| 24-5-2008                                                                 | Lugano                                                                    | Svizzera                                                                  | 2 – 0                                                                     | Slovacchia                                                                | Amichevole                                                                | -                                                                         | 84’                                                                       |
| 20-8-2008                                                                 | Bratislava                                                                | Slovacchia                                                                | 0 – 2                                                                     | Grecia                                                                    | Amichevole                                                                | -                                                                         |                                                                           |
| 11-10-2008                                                                | Serravalle                                                                | San Marino                                                                | 1 – 3                                                                     | Slovacchia                                                                | Qual. Mondiali 2010                                                       | -                                                                         |                                                                           |
| 15-10-2008                                                                | Bratislava                                                                | Slovacchia                                                                | 2 – 1                                                                     | Polonia                                                                   | Qual. Mondiali 2010                                                       | -                                                                         |                                                                           |
| 19-11-2008                                                                | Žilina                                                                    | Slovacchia                                                                | 4 – 0                                                                     | Liechtenstein                                                             | Amichevole                                                                | -                                                                         | 54’                                                                       |
| 10-2-2009                                                                 | Limassol                                                                  | Slovacchia                                                                | 2 – 3                                                                     | Ucraina                                                                   | Amichevole                                                                | -                                                                         |                                                                           |
| 11-2-2009                                                                 | Nicosia                                                                   | Cipro                                                                     | 3 – 2                                                                     | Slovacchia                                                                | Amichevole                                                                | -                                                                         | 46’                                                                       |
| 28-3-2009                                                                 | Londra                                                                    | Inghilterra                                                               | 4 – 0                                                                     | Slovacchia                                                                | Amichevole                                                                | -                                                                         | 46’                                                                       |
| 6-6-2009                                                                  | Bratislava                                                                | Slovacchia                                                                | 7 – 0                                                                     | San Marino                                                                | Qual. Mondiali 2010                                                       | 2                                                                         |                                                                           |
| 12-8-2009                                                                 | Reykjavík                                                                 | Islanda                                                                   | 1 – 1                                                                     | Slovacchia                                                                | Amichevole                                                                | -                                                                         | 79’                                                                       |
| 5-9-2009                                                                  | Bratislava                                                                | Slovacchia                                                                | 2 – 2                                                                     | Rep. Ceca                                                                 | Qual. Mondiali 2010                                                       | -                                                                         | 82’                                                                       |
| 14-11-2009                                                                | Bratislava                                                                | Slovacchia                                                                | 1 – 0                                                                     | Stati Uniti                                                               | Amichevole                                                                | -                                                                         | 90+2’                                                                     |
| 29-5-2010                                                                 | Klagenfurt                                                                | Camerun                                                                   | 1 – 1                                                                     | Slovacchia                                                                | Amichevole                                                                | -                                                                         |                                                                           |
| 5-6-2010                                                                  | Bratislava                                                                | Slovacchia                                                                | 3 – 0                                                                     | Costa Rica                                                                | Amichevole                                                                | -                                                                         | 46’                                                                       |
| 15-6-2010                                                                 | Rustenburg                                                                | Nuova Zelanda                                                             | 1 – 1                                                                     | Slovacchia                                                                | Mondiali 2010 - 1º turno                                                  | -                                                                         |                                                                           |
| 11-8-2010                                                                 | Bratislava                                                                | Slovacchia                                                                | 1 – 1                                                                     | Croazia                                                                   | Amichevole                                                                | -                                                                         | 72’                                                                       |
| 29-3-2011                                                                 | Trnava                                                                    | Slovacchia                                                                | 1 – 2                                                                     | Danimarca                                                                 | Amichevole                                                                | -                                                                         |                                                                           |
| 4-6-2011                                                                  | Bratislava                                                                | Slovacchia                                                                | 1 – 0                                                                     | Andorra                                                                   | Qual. Euro 2012                                                           | -                                                                         | 83’                                                                       |
| 10-8-2011                                                                 | Klagenfurt am Wörthersee                                                  | Austria                                                                   | 1 – 2                                                                     | Slovacchia                                                                | Amichevole                                                                | -                                                                         |                                                                           |
| 2-9-2011                                                                  | Dublino                                                                   | Irlanda                                                                   | 0 – 0                                                                     | Slovacchia                                                                | Qual. Euro 2012                                                           | -                                                                         |                                                                           |
| 6-9-2011                                                                  | Žilina                                                                    | Slovacchia                                                                | 0 – 4                                                                     | Armenia                                                                   | Qual. Euro 2012                                                           | -                                                                         | 45+4’ 78’                                                                 |
| 11-10-2011                                                                | Skopje                                                                    | Macedonia                                                                 | 1 – 1                                                                     | Slovacchia                                                                | Qual. Euro 2012                                                           | -                                                                         | 46’                                                                       |
| 29-2-2012                                                                 | Bursa                                                                     | Turchia                                                                   | 1 – 2                                                                     | Slovacchia                                                                | Amichevole                                                                | -                                                                         | 84’                                                                       |
| 26-5-2012                                                                 | Klagenfurt am Wörthersee                                                  | Polonia                                                                   | 1 – 0                                                                     | Slovacchia                                                                | Amichevole                                                                | -                                                                         | 29’                                                                       |
| 30-5-2012                                                                 | Rotterdam                                                                 | Paesi Bassi                                                               | 2 – 0                                                                     | Slovacchia                                                                | Amichevole                                                                | -                                                                         | 75’                                                                       |
| 26-3-2013                                                                 | Žilina                                                                    | Slovacchia                                                                | 0 – 0                                                                     | Svezia                                                                    | Amichevole                                                                | -                                                                         | 57’                                                                       |
| Totale                                                                    |                                                                           | Presenze                                                                  | 52                                                                        |                                                                           | Reti                                                                      | 5                                                                         |                                                                           |

## Palmarès

### Club

#### Competizioni nazionali
- Campionato slovacco: 1

Inter Bratislava: 2000-2001
- Coppa di Slovacchia: 1

Inter Bratislava: 2000-2001
- Campionato ceco: 1

Sparta Praga: 2004-2005
- Campionato portoghese: 3

Porto: 2005-2006, 2006-2007, 2007-2008
- Coppa del Portogallo: 1

Porto: 2005-2006
- Supercoppa di Portogallo: 1

Porto: 2006